# Чавдар (София)
Вижте пояснителната страница за други значения на Чавдар.
| ← | 1944 – 1948 | → |

Чавдар (Ц.Д.В.) е армейски футболен клуб, съществувал в град София през периода 9 ноември 1944 – 5 май 1948. Мачовете си е играел на стадион „Чавдар“ в Борисовата градина.

## Успехи
- Носител на плакета „Народна Войска“ (1944)

## История
С дейното участие и по инициатива на Михаил Михайлов от ръководството на Шипка (София), както и на други деятели на шипченци, АС`23, Шипка-Победа и Спартак (Подуене) се обединяват и образуват „Чавдар“, който през 1948 се обединява с ФК Септември и изгражда Септември при ЦДВ.
Обединителният протокол е съставен на 9 ноември 1944 г., в София от представители на временните ръководства на клубовете „АС-23“, „Спартак (Подуене)“ и „Шипка-Победа“.
Решено е новият клуб да се нарича „Чавдар“. За председател е избран ген. Владимир Стойчев от квотата на „АС-23“. Секретар и отговарящ за футбола е Иван Башев.
„Чавдар“ играе с небесносини копринени екипи подарени от габровска фабрика. За база е определен стадион „Атлетик Парк“ в Борисовата градина. Физическата подготовка на играчите в „Чавдар“ се води от боксьора в тежка категория Константин Николов – Замората, подготвящ и „Септември при ЦДВ“ през 1948 година.
„Чавдар“ регистрира първи места в републиканските първенства по много различни видове спорт, но не се представя успешно във футболния шампионат на Софийска област.
През 1945 е шести, 1946 заема 5 място, а 1947 година завършва 10-и и изпада във втора дивизия. Веднага след това, с активното съдействие и по идея отново на екс-функционера на „Шипка“ Михаил Михайлов, който работи в Министерството на отбраната, към „Чавдар“ се присъединява физкултурният отдел на Централния дом на войската с негови представители и от този момент нататък (15 февруари 1948 г.) МО започва да доминира в ръководството. Името на обединения отбор е „ЦДВ“.
Председател вече е началника на Централния Дом на Войската майор Иван Мирски.
На 4 май 1948 година „ЦДВ“ и „Септември“ създават „Септември при ЦДВ“.
През 1949 г. е създаден ФК „Чавдар“ (София), който през 1953 г. завършва на 10 място в Софийската Б група, а през 1955 г. на 13-о място. През 1964 г. завършва на 8-о място в Зонова футболна група "Витоша". От 1981 г. се нарича АФО (Армейски футболен отбор) „Чавдар“, който през 1993 г. е преименуван на ЦСАШ (Централна спортна армейска школа) и участва първоначално в "А" ОФГ и "В" РФГ, а след това и в Армейското първенство, на което става шампион през 1995 г. През 1989 г. под ръководството на Ангел Рангелов отборът на АФО "Чавдар" (София) става световен военен шампион, печелейки титлата в Германия.
До 2007 г. ЦСАШ (още известен като ЦАСШ) участва в Армейското първенство.
През 2024 г. ЦСАШ започва участието си в Югозападната Трета лига под името ЦСКА-Ш (школа), също ЦСКА III. В този отбор участват 17-18 годишни юноши от школата на ЦСКА.

## Известни футболисти играли в „Чавдар“

### от АС`23
- Асен Петров – Лебеда
- Любомир Ангелов – Старото
- Георги Пачеджиев – Чугуна
- Иван Димчев – Бачин
- Кирил Чипев
- Панко Георгиев
- Михаил Бушев
- Кирил Богданов – Картофа
- Георги Балъкчиев – Куш
- Благой Кузманов – Пъш
- Драган Георгиев – Драго
- Бенжамен Аструг
- Атанас Талев
- Борислав Футеков

### От Шипка
- Костадин Димитров – Фазана
- Павел Василев – Шердена
- Петър Минчев
- Атанас Янев – Тачето
- Добромир Добрев – Малчо
- Асен Павлов
- Симеон Василев
- Антон Кузманов
- Тодор Конов